# Éric Chahi
Éric Chahi (Yerres, 21 ottobre 1967) è un autore di videogiochi francese.
Il suo lavoro più conosciuto è Another World, un'avventura dinamica originariamente per Amiga, seguito da Heart of Darkness, un platform originariamente per PlayStation.

## Biografia
Durante l'adolescenza iniziò a programmare sugli home computer della famiglia Oric e in breve realizzò due semplici giochi in BASIC, Frog e Carnaval (1983), che su suggerimento di un amico di famiglia propose a un'azienda per la pubblicazione. L'azienda (ASN Diffusion) accettò e lo ricompensò con dell'hardware. Dopo altri due titoli per Oric, Doggy e Le sceptre d'Anubis (1984), quest'ultimo sviluppato anche per Amstrad CPC, poté dedicarsi a un titolo più creativo con Infernal Runner (1985), un videogioco a piattaforme simile a Jet Set Willy, ma con ambientazione molto più cupa. Chahi è responsabile solo della conversione da Commodore 64 ad Amstrad CPC di Infernal Runner, che però viene definita più un "libero adattamento" dall'autore. L'atmosfera surreale e opprimente lo fece risaltare tra i platform della sua epoca e fu caratteristica anche di titoli successivi di Chahi.
Le pacte (1986) per Amstrad CPC fu l'ultimo di alcuni lavori realizzati per la Loriciels, poi Chahi collaborò con la software house locale Chip, con la quale iniziò a passare alla nuova generazione di home computer (Amiga e Atari ST). Dopo gli ultimi titoli per Amstrad CPC, Danger Street e Profanation (1987), lavorò a Journey to the Center of the Earth e Joan of Arc (1988) sui nuovi sistemi, ma non si trovò più abbastanza ferrato con la programmazione, e contribuì soltanto con la grafica.
Nel 1989 iniziò il suo lavoro alla Delphine Software, diretto da Paul Cuisset, dove collaborò alla parte grafica di Future Wars; il gioco non fu molto notevole nel design, ma lo fu senz'altro nell'impatto visivo, caratterizzato dall'estro di Chahi. Nel complesso fu un successo di critica e pubblico importante per la Delphine. 
A questo punto Chahi poté dedicarsi al suo capolavoro, Another World (1991), un progetto visionario che aveva da tempo. Ci investì due anni, occupandosi praticamente da solo di tutto lo sviluppo dell'originale per Amiga, compresi design, programmazione e grafica. Di ambientazione onirica, misteriosa e letale, mescola innumerevoli fonti di ispirazione, fu di grande impatto anche solo nell'aspetto e di grande influenza nell'industria dei videogiochi.

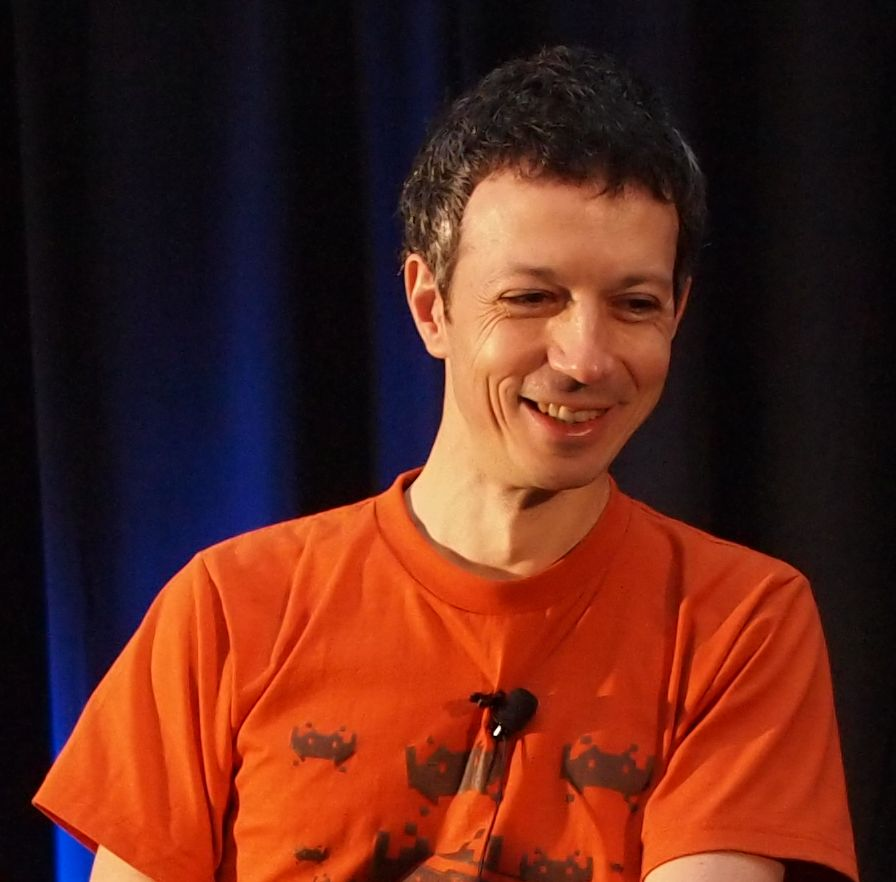
Éric Chahi alla Game Developers Conference 2011

Dopo il grande successo di Another World Chahi decise di fondare una società indipendente insieme a Frédéric Savoir e Fabrice Visserot, programmatori che si erano fatti notare con Flashback della Delphine. Nacque così la Amazing Studio nel 1992.
L'azienda annunciò il suo primo titolo, Heart of Darkness, un altro platform in stile cinematografico sul quale si crearono grandi aspettative. Il gioco però soffrì di forti ritardi; un trailer apparve solo nel 1995 al Consumer Electronics Show e venne molto apprezzato, ma le ambizioni dello sviluppo erano eccessive e il ritardo continuò fino all'uscita avvenuta nel 1998, quando la sua struttura bidimensionale sembrava ormai datata. Le vendite furono buone, ma non abbastanza in rapporto al lunghissimo sviluppo, e la Amazing Studio andò in bancarotta dopo un solo titolo pubblicato.
Col senno di poi Chahi si pentì di non aver partecipato più direttamente allo sviluppo di Heart of Darkness.
Savoir e altri proseguirono con la società ristrutturata come Amazing Digital Studios, passando al settore della post-produzione cinematografica, mentre Chahi si allontanò ancora di più dal mercato per dedicarsi a varie attività come pittura, viaggi, fotografia e geologia, con occasionali ritorni nell'ambito videoludico professionale anni dopo.
Collaborando con varie aziende, ha partecipato alla realizzazione di versioni rimodernate di Another World per nuove piattaforme, la 15th Anniversary Edition (2007) e la 20th Anniversary Edition (2011).
Nel 2011 ha ideato e diretto From Dust, influenzato dalla sua passione per la vulcanologia.
Nel 2019 è tornato in attività con il nuovo studio Pixel Reef, a Montpellier, con l'intento di creare videogiochi indipendenti con un "tocco poetico". Pixel Reef ha esordito nel 2020 con Paper Beast.

## Videogiochi
Elenco, si ritiene esaustivo, dei videogiochi ai quali Chahi lavorò significativamente con vari ruoli
- 1983 - Frog - una rana deve mangiare gli insetti buoni evitando quelli cattivi[1]
- 1983 - Carnaval - un tiro a segno stile luna park[1]
- 1984 - Le sceptre d'Anubis - avventura testuale con grafica wireframe[1]
- 1984 - Doggy - corsa a ostacoli a scorrimento continuo[1]
- 1985 - Infernal Runner - platform di ambientazione cupa[1]
- 1986 - Le pacte - avventura testuale d'orrore[3]
- 1987 - Danger Street - sparatutto di poco interesse, sviluppato per riciclare il codice di un altro progetto abbandonato perché divenuto troppo complesso[10]
- 1987 - Profanation - altro titolo di poco interesse, nello stile di Gauntlet[11]
- 1988 - Journey to the Center of the Earth (Voyage au centre de la Terre) - grafica di Chahi
- 1988 - Joan of Arc (Jeanne d'Arc) - grafica di Chahi
- 1989 - Day of the Pharaoh (Nil Dieu vivant) - grafica di Chahi
- 1989 - Future Wars - grafica di Chahi
- 1991 - Another World
- 1998 - Heart of Darkness
- 2003 - Sympheo - non un videogioco, ma un software gratuito di composizione musicale[12]
- 2007 - Another World: 15th Anniversary Edition
- 2011 - From Dust
- 2011 - Another World: 20th Anniversary Edition
- 2020 - Paper Beast